# Riksdagen 1597
Riksdagen 1597 ägde rum i Arboga.
Ständerna sammanträdde den 18 februari 1597. 

## Bakgrund
Söderköpings riksdag hade beslutat att landet skulle regeras gemensamt av riksrådet, lojalt mot Sigismund och av hertig Karl. För att reda ut olika problematiska ageranden som uppstått av denna oklara maktfördelning inkallades denna riksdag. Vid riksdagen 1596 hade Karl förklarat för ständerna att han ansåg det var dessa som skulle bestämma hur regerandet av riket skulle skötas, vilket var emot hur Sigismund såg på detta där han ansåg det var han som kung som bestämde. I januari 1597 Skickade Sigismund ut en fullmakt till riksrådet att ensam förestå regeringen och förbjuda riksdagen att ta någon del i denna. 

## Riksdagen
Rksdag kallades in av Karl till den 18 februari och öppnades den 22 februari. Många bland adeln saknades, och speciellt de som ingick i riksrådet. Efter att underrättelsen från Polen kommit om att Sigismund förbjöd riksdagens hållande blev följden att bara en enda rådsherre vågade infinna sig. Från de andra kom diverse ursäkter. Exempelvis klagade Hogenskild Bielke över att, som han skriver, "jag fast liten naturlig värme haver i mine ben, utan strax jag nu sedan julen haver bjudit till att hålla benen utför sängen, så begynte de strax till att svälla; och följer så, att de kallna upp över knän såsom en is, och därmed domna de bort, så att jag intet känner till dem. Och befruktar jag storligen, att jag därigenom bliver en vanför man i all min levnad."
Den 5 mars antogs ett uttalande att beslutet i Söderköping måste efterlevas, vilket Sigismund vänt sig emot, och att riksdagen skulle respekteras. De som inte infunnit sig till riksmötet skulle inom sex veckor förklara sig för eller mot beslutet; och de som inte rättade sig därefter skulle straffas.
Riksdagen avslutades den 5 mars 1597.

## Följder
De frånvarande rådsherrarna skulle alltså pressas på ett svar inom sex veckor, men svaren blev svävande och undvikande. Hertig Karl lät dem veta sin åsikt om deras metod att sin "onde sak med en hop lögner blommera". Det vore uppenbart, skriver Karl till Erik Stenbock, "att I gån med skalkhet och svek om. I haven flytt undan för Oss såsom för Eder fiende, vilket visserligen icke hade skett, där Edert onde samvete Eder icke hade eggat, alldenstund ingen haver jagat Eder, ej heller någon fara varit på färde".
Det ena efter den andre av de främsta rådsherrarna beslutade sig för att rädda sig utom räckhåll för hertigens arm och ge sig av till Polen. Både Erik och Arvid Stenbock, Erik Sparre, Erik Brahe och Sten Banér valde denna utväg.
Allt det motstånd som hertig Karl mötte vid sitt arbete på att genomföra Arboga riksdagsbeslut, föranledde honom att sammankalla ett nytt "ständermöte", denna gång till Stockholm i augusti 1597.